# Craniospermum canescens
Craniospermum canescens är en strävbladig växtart som beskrevs av Dc.. Craniospermum canescens ingår i släktet Craniospermum, och familjen strävbladiga växter. Inga underarter finns listade i Catalogue of Life.